# Ratpenat de ferradura xinès
El ratpenat de ferradura xinès (Rhinolophus rex) és una espècie de ratpenat endèmica de la Xina.